# Matheus Nascimento
Matheus Nascimento de Paula (Río de Janeiro, 3 de marzo de 2004), más conocido como Matheus Nascimento, es un futbolista profesional brasileño que juega como delantero en Los Angeles Galaxy de la Major League Soccer

## Trayectoria
Originalmente miembro del centro de desarrollo juvenil Trops (con sede en Niterói, Río de Janeiro), se unió al Botafogo a los 11 años, gracias a una asociación entre la escuela y el conjunto Carioca. Rápidamente se estableció como uno de los jugadores  más prometedores en la academia del equipo desde entonces, habiendo marcado más de 150 goles con varias formaciones diferentes.
Tras sus impresionantes actuaciones en las divisiones inferiores, en 2020 Matheus comenzó a entrenar con el primer equipo del Botafogo durante su campaña en el Campeonato Brasileño 2021, firmando su primer contrato profesional el 12 de junio, estableciendo su vínculo con el club hasta 2023 y una cláusula de rescisión ascendente a los 50 millones de euros. El 6 de septiembre debutó profesionalmente, reemplazando a Matheus Babi en el minuto 80 de un empate 2-2 fuera de casa contra el Corinthians: a los 16 años, 6 meses y 3 días, se convirtió en el jugador más joven en debutar profesionalmente con el equipo de Río.
Aunque se involucró en el tercer descenso del Botafogo a la Série B, también logró su primera titularidad: de hecho, tras Alexander Lecaros quedar descartado luego de dar positivo por COVID-19, el 20 de enero de 2021, Matheus estuvo en el once inicial para enfrentar el partido en casa contra el Atlético Goianiense, que terminó con una derrota de su lado por 1-3. 
En mayo de 2021, Botafogo rechazó una propuesta de 23 millones de euros por los servicios de Mattheus, proveniente de un club portugués.

### 2024
En 2024, tras nueve partidos, sufrió una lesión en el muslo derecho. En nota, Botafogo informó que la previsión de rentabilidad mínima era de cuatro meses.

## Estadísticas

### Clubes
Actualizado al último partido disputado el 13 de noviembre de 2022.
| Club                    | Div.          | Temporada     | Liga  | Liga  | Copas nacionales | Copas nacionales | Copas internacionales | Copas internacionales | Copas estatales | Copas estatales | Total | Total |
| Club                    | Div.          | Temporada     | Part. | Goles | Part.            | Goles            | Part.                 | Goles                 | Part.           | Goles           | Part. | Goles |
| ----------------------- | ------------- | ------------- | ----- | ----- | ---------------- | ---------------- | --------------------- | --------------------- | --------------- | --------------- | ----- | ----- |
| Botafogo F. R. · Brasil | 1.ª           | 2020          | 11    | 0     | 0                | 0                | —                     | —                     | —               | —               | 11    | 0     |
| Botafogo F. R. · Brasil | 2.ª           | 2021          | 3     | 0     | 2                | 0                | —                     | —                     | 10              | 1               | 15    | 1     |
| Botafogo F. R. · Brasil | 1.ª           | 2022          | 24    | 0     | 4                | 2                | —                     | —                     | 10              | 5               | 38    | 7     |
| Botafogo F. R. · Brasil | Total club    | Total club    | 35    | 0     | 6                | 0                | 0                     | 0                     | 20              | 6               | 61    | 6     |
| Total carrera           | Total carrera | Total carrera | 35    | 0     | 6                | 0                | 0                     | 0                     | 20              | 6               | 61    | 6     |

## Palmarés

### Títulos nacionales
| Título               | Club           | País   | Año  |
| -------------------- | -------------- | ------ | ---- |
| Serie B brasileña    | Botafogo       | Brasil | 2021 |
| Campeonato Brasileño | Botafogo F. R. | Brasil | 2024 |

### Títulos internacionales
| Título                       | Equipo         | Sede         | Año  |
| ---------------------------- | -------------- | ------------ | ---- |
| Copa Libertadores de América | Botafogo F. R. | Buenos Aires | 2024 |